# Martínez de la Torre
 (décembre 2023).
La mise en forme du texte ne suit pas les recommandations de Wikipédia : il faut le « wikifier ».
Les points d'amélioration suivants sont les cas les plus fréquents. Le détail des points à revoir est peut-être précisé sur la page de discussion.
- Les titres sont pré-formatés par le logiciel. Ils ne sont ni en capitales, ni en gras.
- Le texte ne doit pas être écrit en capitales (les noms de famille non plus), ni en gras, ni en italique, ni en « petit »…
- Le gras n'est utilisé que pour surligner le titre de l'article dans l'introduction, une seule fois.
- L'italique est rarement utilisé : mots en langue étrangère, titres d'œuvres, noms de bateaux, etc.
- Les citations ne sont pas en italique mais en corps de texte normal. Elles sont entourées par des guillemets français : « et ».
- Les listes à puces sont à éviter, des paragraphes rédigés étant largement préférés. Les tableaux sont à réserver à la présentation de données structurées (résultats, etc.).
- Les appels de note de bas de page (petits chiffres en exposant, introduits par l'outil «  Source ») sont à placer entre la fin de phrase et le point final[comme ça].
- Les liens internes (vers d'autres articles de Wikipédia) sont à choisir avec parcimonie. Créez des liens vers des articles approfondissant le sujet. Les termes génériques sans rapport avec le sujet sont à éviter, ainsi que les répétitions de liens vers un même terme.
- Les liens externes sont à placer uniquement dans une section « Liens externes », à la fin de l'article. Ces liens sont à choisir avec parcimonie suivant les règles définies. Si un lien sert de source à l'article, son insertion dans le texte est à faire par les notes de bas de page.
- La présentation des références doit suivre les conventions bibliographiques. Il est recommandé d'utiliser les modèles {{Ouvrage}}, {{Chapitre}}, {{Article}}, {{Lien web}} et/ou {{Bibliographie}}. Le mode d'édition visuel peut mettre en forme automatiquement les références.
- Insérer une infobox (cadre d'informations à droite) n'est pas obligatoire pour parachever la mise en page.

Pour une aide détaillée, merci de consulter Aide:Wikification.
Si vous pensez que ces points ont été résolus, vous pouvez retirer ce bandeau et améliorer la mise en forme d'un autre article.
La  municipalité de Martinez de la Torre est l'une des 212 municipalités de l'État de Veracruz, et est située dans la partie centrale de cet État. Située à l'ouest du golfe du Mexique, elle est pour partie assise sur les piémonts du massif montagneux de la Sierra Madre orientale, située à l'ouest, et fait partie du bassin versant du fleuve Río Nautla. Elle est brièvement limitrophe à l'ouest de l'État de Puebla. Son chef-lieu est la ville éponyme de Martínez de la Torre. Elle dépend de la région administrative de Nautla, du nom du fleuve Río Nautla qui la traverse, qui est une des 10 subdivisions administratives de l'État de Veracruz.

## Toponymie
Le nom de la commune est dédié à l'avocat de Teziuteco Rafael Martínez de la Torre, qui fût celui qui donna les terrains de la ville et de San Rafael.

## Géographie
La municipalité de Martinez de la Torre s'étend du nord au sud dans le bassin versant du fleuve Río Nautla. Elle est traversée dans sa partie sud, du sud-ouest au nord-est, par le fleuve Río Nautla. Sa rivière affluente, le Río Kilate, la rejoint en rive sud, en formant épisodiquement la limite sud-est de la municipalité. La municipalité est ensuite traversée par deux affluents importants, la rivière Río María de la Torre, qui effectue sa confluence avec la Río Nautla sur son territoire, et la rivière El Potrero, qui prend plus à l'est le nom de Tres Encinos. Enfin, une ultime rivière tributaire du fleuve Río Nautla, la rivière Solteros, forme la limite de la municipalité au nord et au nord-ouest. Assise sur les piémonts du massif montagneux de la Sierra Madre orientale, située à l'ouest, son altitude oscille entre 10 et 400 mètres. Son chef-lieu, la ville éponyme de Martinez de la Torre, se trouve dans la partie sud de son territoire, sur les rives du Río Nautla. Ce territoire couvre une superficie de 398,7 km2, et était peuplé en 2020 de 108 842 habitants, pour une densité de 273 habitants par km2.
Cette municipalité est limitrophe au nord de celle de Tecolutla, au nord ouest de celle de Papantla, brièvement à l'ouest, dans l'État de Puebla, de celle d'Acateno, puis à l'ouest, à nouveau dans l'État de Veracruz, de celles de Tlapacoyan et d'Atzalan, et à l'est de celles de Misantla et de San Rafael.

## Composition et démographie
La municipalité était composée en 2020 de 172 localités, dont 3 étaient considérées comme urbaines, les autres étant rurales.
| Localité               | Population |
| ---------------------- | ---------- |
| Martínez de la Torre   | 64 692     |
| Independencia          | 16 190     |
| Felipe Carrillo Puerto | 4234       |
| María de la Torre      | 1791       |
| La Palma               | 1510       |
| Reste des localités    | 20 425     |
| Total population       | 108 842    |

En plus de l'espagnol, plusieurs langues amérindiennes sont parlées dans la municipalité, dont les principales sont par ordre d'importance : le nahuatl et le totonaque, les autres langues étant très marginales.

## Histoire
La municipalité de Martínez de la Torre est créée par décret en 1882. En 1956, son chef-lieu obtient le statut de ville (ciudad).

## Économie

### Agriculture et élevage
La superficie des parcelles semées représentait en 2022 une surface totale de 29 004,1 hectares, parmi lesquels 15 579 hectares étaient voués à la culture du citron, 9741 hectares étaient voués à la culture de l'orange, et 2280 hectares étaient voués à celle du pamplemousse.
L'économie de Martinez de la Torre très tournée vers la culture et l'export de citron vert. En effet, la municipalité représente en valeur 30,1% des exports d'agrumes du pays.
En 2022, la production de viande par tonnes comprenait 298,6 tonnes de viande bovine, 68,1 tonnes de viande porcine, 3,2 tonnes de viande ovine, 34,9 tonnes de volailles, et 2,5 tonnes de dinde. La superficie vouée à l'élevage représentait alors 20 250 hectares.

### Industrie
Par le passé, la ville possédait les raffineries sucrières les plus importantes de la région[réf. nécessaire].

## Éducation
Quatre universités sont présentes sur le territoire de la ville :
- Universidad del Golfo de México Norte (UGM Norte), Campus Martinez de la Torre
- Centro de Estudios Superiores de Martinez de la Torre (CESM)
- Centro Regional de Estudios Martinez de la Torre
- Instituto Tecnológico Superior de Martínez de la Torre (ITSMT)

## Personnes illustres
- Rafael Martínez de la Torre, avocat originaire de Teziutlán, Puebla.
- José María Mata, médecin, militaire, politique, idéologue et diplomate mexicain.